# 西迪·乌尔德·谢赫·阿卜杜拉希
西迪·乌尔德·谢赫·阿卜杜拉希（阿拉伯语：‎；1938年—2020年11月23日），毛里塔尼亚政治家，曾任毛里塔尼亚水利部长、渔业部长及毛里塔尼亚总统。

## 生平
2007年他成為該國首位民選總統。2008年8月他試圖解除4名高級軍官的職務，結果於8月6日被軍方發動政变推翻。他在政變後被拘禁，後改為軟禁，直至12月才恢復自由。
晚年的他淡出政治生活，2020年11月23日因心脏问题在努瓦克肖特的一家私人诊所逝世，总统穆罕默德·乌尔德·加祖瓦尼宣布为期3日的全国哀悼。